# 袁廣
袁廣（1397年—？），字仲弘，江西吉安府泰和縣人，民籍。明朝政治人物。進士出身。

## 生平
江西鄉試第二十三名。正統十年（1445年）乙丑科會試第一百一十七名，殿試登進士第三甲第十五名。

## 家族
曾祖袁以寧。祖父袁務敏。父亲袁克勤。